# Нова-Висоза
Нова-Висоза (порт. Nova Viçosa)  —  муниципалитет в Бразилии, входит в штат Баия. Составная часть мезорегиона Юг штата Баия. Находится в составе крупной городской агломерации. Входит в экономико-статистический микрорегион Порту-Сегуру. Население составляет 36 821 человек на 2006 год. Занимает площадь 1326,122 км². Плотность населения — 27,8 чел./км².
Праздник города — 23 октября.

## История
Город основан в 1962 году.

## Статистика
- Валовой внутренний продукт на 2003 год составляет 144 063 587,00 реалов (данные: Бразильский институт географии и статистики).
- Валовой внутренний продукт на душу населения на 2003 год составляет 4158,64 реалов (данные: Бразильский институт географии и статистики).
- Индекс развития человеческого потенциала на 2000 год составляет 0,658 (данные: Программа развития ООН).

## География
Климат местности: тропический.